# Milovan Đilas
Milovan Đilas, spesso traslitterato Djilas o, in italiano, Gilas (in serbocroato Милован Ђилас, pronuncia [ˈmilovan ˈd͜ʑilas]; Podbišće, 4 giugno 1911 – Belgrado, 20 aprile 1995), è stato un politico, antifascista, partigiano e militare jugoslavo. Fu il braccio destro di Tito e uno degli attori principali della resistenza jugoslava durante la seconda guerra mondiale, nonché una delle personalità politiche più influenti della nuova Jugoslavia socialista. Negli anni '50 pubblicò alcuni libri di critica ai sistemi realsocialisti realizzati dopo il 1945 nei paesi dell'Europa dell'Est, che gli valsero la fama di dissidente.
Di origini montenegrine, conosciuto anche col nomignolo Ðido, ancora giovane (21 anni) cooperò con il Partito Comunista di Jugoslavia. Al termine della seconda guerra mondiale, venne nominato vice-primo ministro della FNRJ, presidente del parlamento e inviato dell'ONU.
A metà degli anni '50 cadde in disgrazia: venne progressivamente allontanato dalla Lega dei Comunisti di Jugoslavia (SKJ), anche a causa delle politiche violente poi definite di "errori di sinistra" di cui era stato accusato di essere stato il promotore durante la guerra, e da tutte le cariche pubbliche. Subì alcuni processi e fu condannato più volte a pene detentive. Con l'estromissione dalla vita politica, ripiegò sull'attività di saggista e narratore, cooperando con giornali e riviste straniere.

## Biografia
Milovan Đilas nacque il 4 giugno 1911 nel villaggio di Podbišce in Montenegro. Il padre era un commerciante in vista mentre la madre insegnante. Rimasto orfano del padre, andò a Berane, dove finì le scuole elementari e il liceo. Ai tempi del ginnasio iniziò la sua attività per il movimento operaio locale. Dopo la maturità andò a Belgrado dove nel 1932 si iscrisse alla Facoltà di filosofia e diritto dell'università. Contemporaneamente si iscrisse allo SKOJ e allo KPJ, ossia l'allora illegale movimento comunista jugoslavo. Si occupò soprattutto della stesura e della diffusione di materiale propagandistico all'università. Proprio per questo motivo venne più volte espulso dalla facoltà. Nel 1933 fu arrestato dalla polizia durante una manifestazione al mercato di Belgrado; fu quindi condannato a cinque anni di carcere.
Detenuto a Sremska Mitrovica, tradusse tre romanzi e dieci racconti di Maksim Gor'kij, oltre al Paradiso perduto di John Milton. Qui rimase rinchiuso a lungo in un regime di rigida detenzione. Dopo un'attenuazione delle misure di trattamento venne rilasciato anzitempo nel 1936. Di ritorno dal carcere, convisse con un ex compagno di studi nella periferia di Belgrado continuando a occuparsi di propaganda comunista.
Tra il 1936 e il 1938 nasce il sodalizio tra Đilas e Tito, che allora era il segretario generale del KPJ. Nel congresso di Zagabria del 1938, Tito affidò a Đilas il compito di organizzare le unità di volontari serbi per la guerra di Spagna. Nello stesso anno Đilas venne eletto membro del Comitato centrale del KPJ (CK KPJ). Fu tra il 1938 e il 1940 che Đilas entrò a pieno regime nel KPJ, come dirigente, gestendo la filiale jugoslava del Partito comunista internazionale. Scrisse l'articolo Za cistocu i boljševizaciju Partije di cui il completamento fu scritto da Tito. Collaborò con le riviste Naša Stvarnost, Sodobnost, Književni Savremenik, Mlada Kultura e altri.
Nell'aprile 1941 il Terzo Reich, l'Italia fascista e i loro alleati sconfissero l'Esercito reale jugoslavo e smembrarono il Regno di Jugoslavia. Tito mandò Đilas a Belgrado, per avvisare il KPJ dei sollevamenti popolari in atto. A Belgrado, assieme alla moglie Mitra Mitrović (con la quale combatté nella seconda guerra mondiale) conobbe Rade Koncar e organizzò un sodalizio tra il KPJ e il movimento dei contadini di Dragoljub Jovanović.
Pochi mesi dopo l'invasione del 6 aprile 1941, si organizzò la resistenza e nel congresso del 4 luglio Đilas venne eletto delegato del Partito comunista jugoslavo in Montenegro, dove fu mandato per debellare le forze di occupazione italiane. Queste il 12 luglio 1941 avevano proclamato un'entità fantoccio fascista, ossia il Regno Indipendente del Montenegro, con a capo Sekula Drljević, ma guidata strettamente dall'autorità italiana con a capo un fidato di Mussolini, il generale Alessandro Pirzio Biroli. Il 13 luglio la controffensiva partigiana, guidata da Đilas, si scontrò con le forze italiane, liberando in poco tempo ampi settori del Montenegro. Nell'ottobre 1941 ritornò a Užice, che nel frattempo era stata liberata, dove gestì le edizioni del giornale Borba.
Con la caduta della Repubblica di Užice (novembre 1941) e la fuga dalla Serbia, il movimento partigiano attraversò un periodo di crisi. Tito (comandante in capo) era in Bosnia, mentre Đilas si ritirò a Nova Varoš. Qui trascorse alcuni mesi in condizioni precarie, prima di raggiungere lo stato maggiore del Partito in Bosnia, nel mezzo dell’inverno 1942. Nel frattempo era divampata una guerra civile tra partigiani comunisti e cetnici. Nel marzo del 1942 partì alla volta del Montenegro, con il compito di sostituire i quadri dirigenti interni al Partito e riconquistare il Montenegro.
Ritornato in Bosnia, riprese a lavorare per Borba che veniva stampata nel villaggio di Drinići, nella Bosanska Krajina. Durante l'operazione Schwarz si ritirò assieme allo stato maggiore. Durante gli Accordi di marzo, era presente sotto il falso nome di Miloš Marković. A metà del 1944 venne mandato assieme al generale V. Terzić a Mosca, a capo di un’ambasceria dello stato maggiore. Dopo aver ricevuto alcune direttive di carattere politico tornò a Belgrado, nel novembre 1944.
A cavallo tra 1943 e 1944 i gruppi partigiani capeggiati da Hebrang avevano liberato e occupavano una parte cospicua della Croazia. Scoppiò una polemica interna al partito che accusava il movimento partigiano croato di essere troppo filo-croato. Đilas fu il principale detrattore di Hebrang e lo accusò di essere troppo indulgente con paveliciani e anticomunisti. Tra settembre e ottobre 1944 Hebrang venne destituito e sostituito da Vladimir Bakarić. La liberazione di Belgrado (ottobre 1944), alla quale Đilas partecipò, sancì l'espulsione delle forze dell'Asse dalla Serbia. All'indomani della caduta di Hitler, Đilas e Tito si recarono a Mosca per sottoscrivere un accordo di mutua cooperazione tra Jugoslavia e URSS.
Nel governo provvisorio dell'8 marzo 1945 Đilas divenne ministro del Montenegro. Dal febbraio 1946 fu ministro senza portafoglio di diversi governi; rivestì durante tutto il dopoguerra cariche ai vertici dello Stato jugoslavo:
- Vice-primo ministro jugoslavo (1945-1954).
- Membro dello stato maggiore (Vrhovni štab).
- Luogotenente generale dell'Armata di Liberazione Nazionale (AVNOJ).
- Membro del Consiglio Esecutivo Federale (SIV, Savezno Izvršno Veće).

All'apertura del congresso fondatore del Cominform nella Polonia occidentale, rappresentò il KPJ assieme a Edvard Kardelj.
All'inizio del 1948 ricevette una chiamata da Mosca, per partecipare ad alcune discussioni sul progetto titoista di un'unione comunista balcanica e sui contrasti con l'Albania relativi allo status del Kosovo. Al colloquio erano presenti Stalin, Bulganin, Vasilevski e Antonov. Đilas vi si recò assieme a Svetozar Vukmanović-Tempo e Konstantin Koča Popović, alti funzionari dello KPJ. La sua missione a Mosca durò fino al marzo 1948.
Quando Mosca pubblicò alcune lettere compromettenti, Đilas lavorò alla risposta da parte del CK KPJ. Erano così scoppiate le tensioni tra Stalin e Tito che avrebbero portato la Jugoslavia a staccarsi dal blocco sovietico. Đilas cooperò in questo periodo con il Partito comunista jugoslavo anche come editorialista dei giornali ufficiali Politika e Borba. Divenne uno dei critici principali dei tentativi di Stalin di portare la Jugoslavia sotto un controllo più diretto di Mosca. Inizialmente i comunisti jugoslavi, nonostante la rottura con Stalin, mantennero una linea centralizzante di stampo sovietico. Ma presto (anche a seguito di una campagna di epurazione antistalinista) iniziarono a perseguire una politica indipendente di socialismo liberaleggiante, che sperimentarono con un programma di autogestione dei lavoratori nelle imprese statali. Đilas fu uno dei promotori di questa politica, ma presto iniziò un processo di evoluzione e deviazione da questa linea. Data la sua posizione di spicco nell'apparato di propaganda jugoslavo, avviò una piattaforma per nuove idee. Lanciò così un giornale, Nova Misao ("Il Nuovo Pensiero"), nel quale pubblicò una serie di articoli di schieramento progressivamente sempre più liberalista. Fu visto per un certo periodo come il più probabile successore di Tito. Nel 1954 fu vicino a divenire il Presidente della Jugoslavia.
Đilas cominciò a lavorare a pieno regime con Borba l'11 ottobre 1953, pubblicando degli articoli nei quali trattava alcuni dei problemi cruciali del Partito, delle sue riforme e dello sviluppo futuro della Jugoslavia. Ci furono in tutto 17 articoli di questo tipo che vennero pubblicati oltre che per Borba anche per "Nova misao".
Questi articoli suscitarono accese discussioni e dibattiti sia nello SKJ sia a livello di masse popolari. Uno degli articoli più discussi portava il titolo Anatomija jednog morala, ossia "Anatomia di una morale".
In questo articolo Đilas criticava apertamente il concetto stalinista di comunismo in quanto sistema, attirandosi il malanimo della crescente fazione della "nova-klasa". Tre giorni prima del penultimo articolo di Đilas (7 gennaio 1954) Borba pubblicò una sorta di limite agli articoli di Đilas, voluto dal Comitato esecutivo del CK SKJ. Fu sottolineato come gli articoli di Đilas avessero creato disordine all'interno del SKJ, di come questi articoli fossero direttamente contrari alle direttive del VI Congresso del SKJ e che fossero distruttivi per tutto il sistema politico jugoslavo.
Đilas dichiarò al Comitato esecutivo che avrebbe interrotto la pubblicazione dei suoi articoli. Tuttavia era già tardi, poiché il Comitato esecutivo aveva già indetto un vertice straordinario dove si sarebbe giudicato il caso eccezionale di Milovan Đilas. Đilas venne a conoscenza di questa convocazione il giorno stesso della seduta.
A Belgrado si tenne il 16 e 17 gennaio 1954 il Terzo vertice straordinario CK SKJ dedicato al caso di Milovan Đilas. Uno dei punti del vertice titolava così: "Il caso Milovan Đilas e l'attuazione delle decisioni del VI congresso SKJ". Il vertice fu aperto da Tito che criticò pubblicamente gli scritti di Đilas. Sottolineò come Đilas avesse attaccato la Lega dei Comunisti di Jugoslavia (SKJ), come avesse tentato di istigare all'anarchia, e come avesse predicato la democrazia pura e facendo ciò come avesse denigrato lo SKJ. Durante la seduta fu criticato Vladimir Dedijer in quanto direttore del giornale Borba e quindi complice di Đilas. Alla fine della seduta Đilas non reagì, giacché sapeva che la sua sorte era già segnata.
Il vertice stabilì che le interpretazioni di Milovan Đilas erano in nuce contrarie alla linea politica stabilita dal VI Congresso SKJ; che queste interpretazioni avevano indotto l'agitazione e la confusione in tutto il partito; che le interpretazioni avevano colpito esclusivamente il Partito; e facendo ciò aveva cercato di infrangere il sacro concetto dell'ideale unità (jedinstvo) del SKJ e del paese intero.
Il vertice escluse Đilas dalla SKJ, lo allontanò da qualsiasi funzione pubblica interna al partito e gli indirizzò un ultimo ammonimento.
Nel dicembre 1954 Đilas diede un'intervista al New York Times nel quale sosteneva che il Paese era governato da reazionari camuffati. In seguito a ciò, prese il via una processo giudiziario segreto a Belgrado, nel quale fu preso in causa anche Dedijer in quanto simpatizzante di Đilas. Đilas fu condannato a un anno e mezzo di prigione con la condizionale; lo stesso per Dedijer. Subì anche, insieme al presidente del Parlamento Pijade un'inchiesta su presunte esazioni su civili perpetrate durante la guerra partigiana, dalla quale uscirono assolti per insufficienza di prove. Il 13 gennaio 1955 Đilas rassegnò le proprie dimissioni scritte da presidente della Camera dei deputati; quindi argomentò che da allora non si sarebbe più considerato membro del SKJ e che di sua spontanea volontà rinunciava a esserne membro. Nonostante il precedente ammonimento, Đilas pubblicò la sua opera più famosa, Nova klasa : analiza komunistickog sistema.
Durante la carcerazione fu privato della medaglia di eroe nazionale, che aveva ricevuto verso la fine del 1945; il tribunale militare gli tolse il grado di generale-colonnello della JNA in riserva; oltre a tutti i riconoscimenti che aveva guadagnato ai tempi della guerra.
Escluso da qualsiasi incarico pubblico, Đilas guadagnò fama internazionale grazie ai suoi scritti. In un'intervista del 24 ottobre 1956, in piena rivoluzione di Budapest, sostenne apertamente la rivolta dei magiari, in aperto contrasto con la linea ufficiale moderatamente approvante l'intervento sovietico. Fu subito messo sotto sorveglianza e il 27 novembre 1956 il tribunale lo condannò a tre anni di reclusione per "presa di posizione contro gli interessi jugoslavi". Recluso a Sremska Mitrovica, uscì nel 1958. Ma nello stesso 1957 diede alle stampe Nova Klasa (La nuova classe), che gli costò altri due anni di reclusione (1957-1961). Anche dopo l'uscita dal carcere, mantenne ferme le sue posizioni critiche verso il partito. In carcere finì di scrivere Istorija Crne Gore e Razgovori sa Staljinom ("Dialoghi con Stalin"). Quest'ultimo testo assieme ad altri scritti per i media stranieri, gli valse un secondo processo. Fu condannato a tredici anni di carcere, di cui ne scontò quattro (1962-1966). Tito, che nonostante gli accesi contrasti politici aveva mantenuto per lui una certa stima, nel frattempo aveva promulgato una serie di caute riforme vicine alla sua visione e silurato il "falco" Rankovic, decise di riabilitarlo politicamente, e dispose per l'amnistia. Gli venne interdetta ogni ulteriore funzione pubblica e istituzionale, tuttavia Tito gli concesse il ruolo di coscienza critica del titismo. Uscì dal carcere il 31 dicembre 1966, sposando subito dopo Štefica Đilas. Nel 1967 partì per gli Stati Uniti (dove rimase per un certo periodo) e scrisse a Tito, annunciando i pericoli della divisione della Jugoslavia dati dalla tendenza delle repubbliche all'autonomia.
Alla fine del 1967 Đilas viaggiò negli Stati Uniti, ospite all'Università di Princeton. Di ritorno in Jugoslavia, si stabilì a Belgrado in via Palmotic 8. Continuò a criticare il Partito e sostenne le agitazioni studentesche del 1968 in Jugoslavia, per quanto il movimento studentesco lo considerasse un politico implicato nelle dinamiche del regime.
Nel luglio del 1991, nei giorni immediatamente successivi alle dichiarazioni d'indipendenza della Slovenia e della Croazia, Đilas fu intervistato da Alvaro Ranzoni sul settimanale Panorama a proposito dei possibili scenari che si sarebbero potuti aprire col dissolvimento della Jugoslavia. Nella parte finale dell'intervista, dopo aver ricordato in che modo fu stabilito il confine interno tra Croazia e Serbia nel 1946, Đilas accennò anche alla situazione - all'epoca ben più calda - dell'Istria:
Ma non era vero? (domanda del giornalista)
Certo che non era vero. O meglio lo era solo in parte, perché in realtà gli italiani erano la maggioranza solo nei centri abitati e non nei villaggi. Ma bisognava indurre gli italiani ad andare via con pressioni d’ogni tipo. Così fu fatto.»
(Milovan Đilas intervistato da Alvaro Ranzoni. "Se interviene anche l'Islam"- Panorama, 21 luglio 1991)
La dichiarazione di Đilas viene spesso citata come "autoammissione di responsabilità" per quanto riguarda le motivazioni dell'esodo istriano. In alcune versioni apocrife di tale dichiarazione alcuni passaggi vengono omessi e la data viene spostata indietro di un anno. Ad esempio Arrigo Petacco nel suo libro "L'esodo. La tragedia negata degli italiani d'Istria, Venezia Giulia e Dalmazia" (Mondadori, 2000) la cita in esergo in questa forma: "Nel 1945 io e Kardelj fummo mandati da Tito in Istria. Era nostro compito indurre tutti gli italiani ad andar via con pressioni di ogni tipo. E così fu fatto", insieme a una celebre frase di Mussolini ("Quando l'etnia non va d'accordo con la geografia, è l'etnia che deve muoversi", discorso pronunciato il 10 giugno 1941 alla Camera dei Fasci e delle Corporazioni, due mesi dopo l'inizio dell'occupazione italiana della Jugoslavia). In tale forma apocrifa, a volte la dichiarazione viene citata anche come "autoammissione di responsabilità" in relazione ai massacri delle foibe. Ad esempio Indro Montanelli, rispondendo alla lettera di un lettore sul Corriere della Sera, commenta così la frase di Đilas (nella forma apocrifa di Petacco): "Che in quel periodo Gilas (...) abbia cercato di "disitalianizzare" tutta la costa adriatica (...) lo sapevo (...) Che per farlo sia ricorso anche lui alle foibe, qualcuno me lo aveva detto senza però fornirmene prove."
La testimonianza di Đilas tuttavia è reputata "di limitata attendibilità" e "da considerare con una certa cautela" dallo storico Raoul Pupo. In un'intervista concessa al Giornale di Brescia nel 2006, Pupo si è spinto oltre, definendo tale testimonianza una "bufala sparata da Gilas": secondo Pupo è stato dimostrato che nel 1946 Đilas non si recò mai in Istria. Lo storico Guido Rumici ritiene invece di considerare, almeno in parte, attendibile la testimonianza di Đilas: "Quindi possiamo fare tutte le congetture che vogliamo, ma le sue parole restano. La mia opinione personale è che poco conta che lui fosse presente a queste manifestazioni e a queste pressioni di "ogni tipo". Gilas se ne è assunto la responsabilità organizzativa."
Durante il disfacimento della Jugoslavia negli anni '90, Đilas si oppose alla svolta nazionalista del paese e alle sue spinte centrifughe. Prima della morte perse la vista da un occhio. Lasciò disposizioni affinché venisse sepolto secondo il rito serbo-ortodosso. Morì il 20 aprile 1995, nel suo appartamento a Belgrado. È sepolto nella tomba di famiglia di Podbišce.

## L'opera
Dopo le prime esperienze letterarie giovanili (traduzioni, saggi, composizioni poetiche), si dedicò soprattutto all'attività di propaganda. Dal 1936 al 1956 Đilas fu soprattutto giornalista, saggista e uomo politico. Dopo il processo del 1956 si dedicò quasi esclusivamente all'attività di saggista politico. Dal 1956 fino al 1995 la sua produzione di scritti aumentò notevolmente, sia sul versante saggistico-giornalistico, sia su quello narrativo, dove produsse alcuni romanzi di matrice real-socialista. I libri di Đilas furono a lungo vietati in Jugoslavia. L'interdizione venne tolta all'inizio degli anni '90. Uno dei più fermi sostenitori di questo processo di riabilitazione di Đilas fu l'accademico Matija Becković, che ha anno messo in rilievo come Đilas non fosse stato uno scrittore ideologico. Tra i saggi celebri di Đilas è da ricordare Nova klasa. Pubblicato negli Stati Uniti nel 1957, il saggio denunciava la degenerazione burocratica della società comunista. Il libro venne indicato dal New York Times tra i 100 libri più significativi del XX secolo. Dieci anni dopo ne pubblicò la continuazione, Nesavršeno društvo. In Nova klasa si contestava il fatto che nelle società delineatesi in Europa orientale dopo il 1945 non si fosse affatto realizzata una società egualitaria e che stessero nascendo nuove classi di privilegiati, un'oligarchia di burocrati di partito, che godevano di vantaggi materiali dalla loro posizione. Đilas quindi non credeva più nella necessità del partito unico, fondamentale durante la guerra, ma superfluo in tempo di pace. Egli spiegava il ruolo del terrore nel sistema sovietico con la polizia segreta. Dopo Zemlja bez pravde (1958), nel 1961 venne incarcerato per aver pubblicato Razgovori s Staljinom.

### Libri pubblicati
- Nova Klasa. Kritika savremenog komunizma ("La nuova classe"; Londra, 1957).
- Zemlja bez pravde ("Terra senza giustizia"; 1958).
- Razgovori s Staljinom ("Dialoghi con Stalin"; Belgrado, 1962).
- Crna Gora("Montenegro"; 1963).
- ("Il lebbroso e altre storie"; 1964).
- ("Njegoš: Poeta, Principe, Vescovo"; 1966).
- Nesavršeno društvo ("Una società imperfetta"; Londra, 1969).
- ("La pietra e le violette"; 1970).
- Ispod boja ("La battaglia perduta"; Chicago, 1970).
- Secanje jednog revolucionara ("Ricordi di un rivoluzionario"; Oxford, 1973).
- Delovi iz životnog vremena ("Frammenti di vita"; Chicago, 1975)
- Revolucionarni rat ("La guerra rivoluzionaria"; Londra, 1980)
- Tito-Prica iznutra ("Compagno Tito – La storia da dentro"; Londra, 1980)
- Disintegration of Leninist Totalitarianism (Disintegration of Leninist Totalitarianism, a cura di Irving Howe, New York, Harper and Row, 1983. Edizione rivista: "Tolitarianism in Our Century", 1984).
- Ideje iz zatvora ("Idee dal carcere"; Londra, 1986).
- Uspon i pad ("L'ascesa e la caduta"; Washington, 1986).
- ("Se la memoria non m'inganna"; 1987).
- Pad Nove Klase ("La caduta della nuova classe"; Belgrado, 1994).
- Milton John, Izgubljeni raj, traduzione di Milovan Đilas, KIZ Altera, Belgrado, 1989.

### Studi critici e storiografici
- Cemović, Momčilo, Zašto, kako i koliko smo se zadužili, Belgrado, 1985. Cemović è stato un politico jugoslavo, membro dello CK SKJ. Si è occupato soprattutto dell'operato di Đilas tra 1941 e 1944, nel periodo bellico, focalizzando sulla questione dei combattimenti in Montenegro e sulla funzione di Đilas in questa circostanza.
- Dedijer, Vladimir, Veliki buntovnik Milovan Đilas: prilozi za biografiju, Belgrado, Prosveta, 1991.
- Đorgović Momčilo, Đilas: vernik i jeretik, Belgrado, Akvarijus, 1989.
- Marković, Dragan e Kržavac, Savo, Zašto su smenjivani - Politicke krize u Jugoslaviji ("Perché venivano sostituiti – Crisi politiche in Jugoslavia"), Belgrado, Narodna knjiga, 1987.
- Milić Miodrag, Rađanje Titove despotije: prilog fenomenologiji jugoslovenske revolucije, Harrow, Naša reč, 1985
- Voslenski, Michael, La nomenklatura: la classe dominante in Unione sovietica(1970), traduzione di Simona Martini Vigezzi, Milano, Longanesi, 1980. L'edizione inglese (Londra, 1990) ha un'introduzione a cura di Đilas stesso.
- Zinaić, Rade, Crucified Wilderness: The Tension Between Tradition and Modernity in the Djilasian Void, 2002.
- Zulfikarpašić, Adil et al., The Bosniak, Londra, Hurst, 1998. Il titolo complete è The Bosniak/Adil Zulfikarpasic; in dialogue with Milovan Djilas and Nadezda Gace with an introduction by Ivo Banac . Adil-beg Zulfikarpašić è un uomo politico e scrittore bosniaco. Si è occupato prevalentemente del problema bosniaco.
- Milovan Đilas (1911-1995). Zbornik radova, a cura di Bečković Matija, Belgrado, GIP Kultura, 1996. Bečković è uno scrittore e accademico serbo; si è occupato dell'opera letteraria di Đilas.
- Vojna Enciklopedija-Tom 2 (Borda-Enc), Belgrado, 1959.
- Zbornik dokumenata i podataka o narodnooslobodilackom ratu jugoslovenskih naroda, tomo III, libro 1, pag. 9-12.[9]

## Curiosità
- Guerra resistenza-1941: oltre che membro dello stato maggiore, da allora in poi ricoprì tra le più alte cariche del Partito: gestì gran parte della propaganda, le linee di condotta del Partito e dell'Esercito, il ricambio dei quadri dirigenti nelle varie repubbliche, le questioni giuridiche intorno alla giustizia esecutiva.
- Guerra di resistenza/Montenegro: sulla presenza di Đilas in Montenegro ci sono tesi discordi, che fanno soprattutto perno sui massacri comunisti verificatisi in Montenegro tra il 1941 e il 1942, anche noti come "errori di sinistra": alcune fonti sottolineano come sia stato Đilas tra i principali promotori di questi massacri[2]; altri sostengono che in questo periodo Đilas fosse altrove (Bosnia)[senza fonte]. Altri ancora tendono a sottolineare come nove giorni prima dell’esplosione dei combattimenti in Montenegro (13 luglio 1941), Đilas avesse pronunciato una serie di direttive in cui sottolineava la necessità di preservare: la libertà personale, la libertà di fede religiosa, la libertà di pensiero e parola, l’immunità della proprietà, la libertà di organizzazione, riunione e scambio di idee, la legalizzazione di tutti i partiti democratici, la libertà di voto (per la prima volta nella storia della Jugoslavia, anche le donne possono eleggere ed essere elette), l’obbligo di presentare gli indiziati davanti al tribunale dopo 48 ore dopo la cattura, e la presenza obbligatoria della avvocato[senza fonte].
- Bleiburg: le fonti sono tendenzialmente concordi nell'escludere la partecipazione di Đilas ai massacri di Bleiburg[senza fonte].
- SKJ-1942: Đilas lavorò anche ai documenti dello stato maggiore e all'emittente radio "Slobodna Jugoslavija". Suo fu l'articolo "La questione nazionale in Jugoslavia alla luce della guerra di liberazione popolare" che venne diffuso in Montenegro, Erzegovina e Slovenia.